# Franz Anton Niemeyer

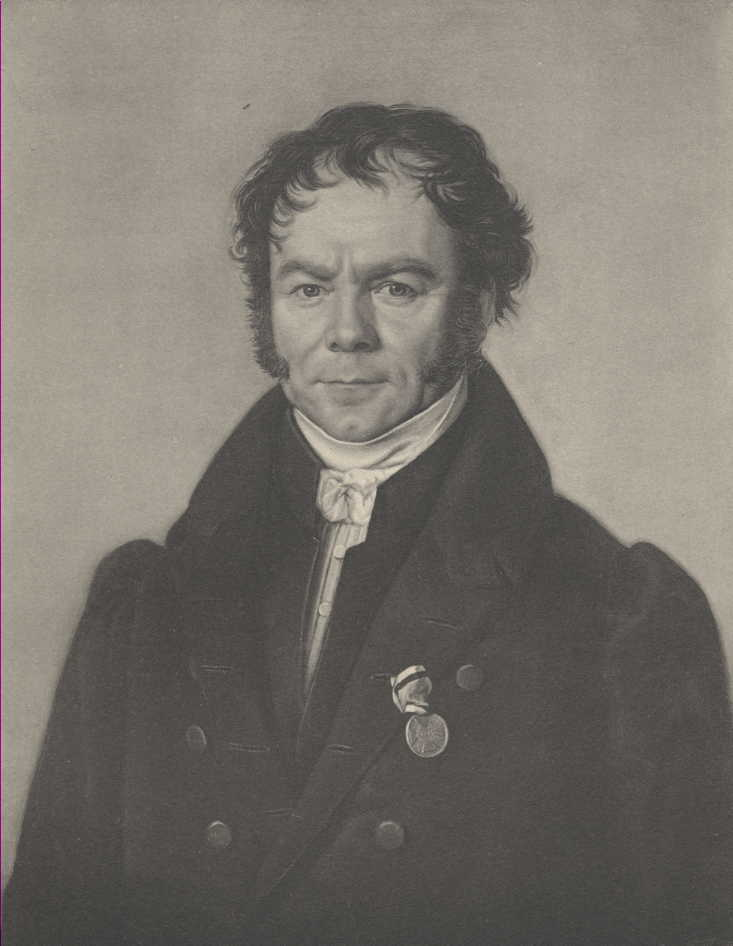
Franz Anton Niemeyer (Bild von Wilhelm Titel)

Franz Anton Niemeyer (* 8. Januar 1790 in Halle (Saale); † 11. August 1867 in Greifswald) war ein deutscher Jurist und Hochschullehrer.

## Leben
Franz Anton war das dritte Kind des Theologen August Hermann Niemeyer (1754–1828) und dessen Ehefrau Agnes Wilhelmine von Köpken (1769–1847).
Er studierte 1807/08 in Leipzig, danach in Halle und Göttingen Jura und wurde nach Promotion (1812) und Arbeit als Privatlehrer in Halle im April 1813 an der Universität Marburg zum außerordentlichen Professor der Rechte ernannt. Später wurde Niemeyer in Halle Professor. 1823 wurde er zum ordentlichen Professor an der Universität Greifswald und Mitglied des Greifswalder Konsistoriums ernannt. Später war er Direktor des Konsistoriums.
Franz Anton Niemeyer war Träger des Roten Adlerordens 2. Klasse mit Eichenlaub. 1830 und 1837 wurde Niemeyer zum Rektor gewählt.

## Familie
Niemeyer verheiratete sich mit Luise Dorothea Augusta Hortensis Mitgau (* 19. Juni 1789 in Herrhausen/Harz; † 13. Juli 1822 in Halle (Saale)), die Tochter des Pfarrers in Seesen/Harz Ernst Georg Mitgau (* 1. Juli 1763 in Schöningen; † 23. März 1839 in Seesen/Harz) und dessen erster Frau Henriette Sophia Juliane Lafontaine (* 19. Januar 1757 in Braunschweig; † 18. Januar 1819 in Seesen). Eine zweite Ehe schloss er 1835 mit Gabriele von Haselberg (1803–1887). Aus der ersten Ehe stammen Kinder. Von diesen kennt man:
1. Tochter Sophie Niemeyer (* 25. Februar 1816 in Halle (Saale)), Sie war die Mutter des Moorforschers Moritz Fleischer (1843–1927) und des Erlanger Professors der Medizin Richard Fleischer (1848–1909).
2. Sohn Hermann Niemeyer (* 9. März 1817 in Halle (Saale))
3. Tochter Clara Niemeyer (* 15. September 1818 in Halle (Saale))
4. Tochter Anna Niemeyer (* 7. Oktober 1819 in Halle (Saale))
5. Sohn Moritz Niemeyer (* 23. Dezember 1820 in Halle (Saale))
6. Tochter Auguste Niemeyer (* 23. Juni. 1822 in Halle (Saale))
7. Sohn Konrad Niemeyer (* 1828–1903) Gymnasialdirektor, Kiel